# Seznam kulturních památek v Českém Rudolci
Tento seznam nemovitých kulturních památek v obci Český Rudolec v okrese Jindřichův Hradec vychází z  Ústředního seznamu kulturních památek ČR, který na základě zákona č. 20/1987 Sb., o státní památkové péči, vede Národní památkový ústav jako ústřední organizace státní památkové péče. Údaje jsou průběžně upřesňovány, přesto mohou obsahovat i řadu věcných a formálních chyb a nepřesností či být neaktuální. 
Pokud byly některé části dotčeného území vyčleněny do samostatných seznamů, měly by být odkazy na tyto dílčí seznamy uvedeny v úvodu tohoto seznamu nebo v úvodu příslušné sekce seznamu.

## Český Rudolec
|  | Kategorie „Chapel of the Holy Cross (Český Rudolec) “ na Wikimedia Commons | Hledat fotografie a kategorie ve Wikimedia Commons podle rejstříkového čísla památky | Nahrát snímek k tomuto tématu do úložiště Wikimedia Commons |  |

|  |  | Hledat fotografie a kategorie ve Wikimedia Commons podle rejstříkového čísla památky | Nahrát snímek k tomuto tématu do úložiště Wikimedia Commons |  |

|  |  | Hledat fotografie a kategorie ve Wikimedia Commons podle rejstříkového čísla památky | Nahrát snímek k tomuto tématu do úložiště Wikimedia Commons |  |

|  |  | Hledat fotografie a kategorie ve Wikimedia Commons podle rejstříkového čísla památky | Nahrát snímek k tomuto tématu do úložiště Wikimedia Commons |  |

|  | Kategorie „Church of the Nativity of Saint John the Baptist (Český Rudolec) “ na Wikimedia Commons | Hledat fotografie a kategorie ve Wikimedia Commons podle rejstříkového čísla památky | Nahrát snímek k tomuto tématu do úložiště Wikimedia Commons |  |

|  | Kategorie „Český Rudolec (castle) “ na Wikimedia Commons | Hledat fotografie a kategorie ve Wikimedia Commons podle rejstříkového čísla památky | Nahrát snímek k tomuto tématu do úložiště Wikimedia Commons |  |

|  |  | Hledat fotografie a kategorie ve Wikimedia Commons podle rejstříkového čísla památky | Nahrát snímek k tomuto tématu do úložiště Wikimedia Commons |  |

## Markvarec
|  | Kategorie „Jewish cemetery in Markvarec “ na Wikimedia Commons | Hledat fotografie a kategorie ve Wikimedia Commons podle rejstříkového čísla památky | Nahrát snímek k tomuto tématu do úložiště Wikimedia Commons |  |

|  | Kategorie „Statue of John of Nepomuk in Markvarec (Český Rudolec) “ na Wikimedia Commons | Hledat fotografie a kategorie ve Wikimedia Commons podle rejstříkového čísla památky | Nahrát snímek k tomuto tématu do úložiště Wikimedia Commons |  |

## Matějovec
|  | Kategorie „Church of Saint Ulrich of Augsburg and Saint Leonard (Matějovec) “ na Wikimedia Commons | Hledat fotografie a kategorie ve Wikimedia Commons podle rejstříkového čísla památky | Nahrát snímek k tomuto tématu do úložiště Wikimedia Commons |  |

|  |  | Hledat fotografie a kategorie ve Wikimedia Commons podle rejstříkového čísla památky | Nahrát snímek k tomuto tématu do úložiště Wikimedia Commons |  |

## Nová Ves
| Památka                         | Fotografie        | Rejstříkové číslo v ÚSKP                                                             | Sídelní útvar                                               | Poloha                                             | Popis a poznámky                                                   |
| ------------------------------- | ----------------- | ------------------------------------------------------------------------------------ | ----------------------------------------------------------- | -------------------------------------------------- | ------------------------------------------------------------------ |
| Výklenková kaplička (Q38035935) | \| \| \| \| \| \| | 41411/3-1803 Pam. katalog MIS                                                        | Nová Ves                                                    | proti čp. 20 49°2′32,25″ s. š., 15°20′34,11″ v. d. | Výklenková kaplička · Zapsáno do státního seznamu před rokem 1988. |
|                                 |                   | Hledat fotografie a kategorie ve Wikimedia Commons podle rejstříkového čísla památky | Nahrát snímek k tomuto tématu do úložiště Wikimedia Commons |                                                    |                                                                    |

## Penikov
| Památka                | Fotografie                                           | Rejstříkové číslo v ÚSKP                                                             | Sídelní útvar                                               | Poloha                                               | Popis a poznámky                                                                     |
| ---------------------- | ---------------------------------------------------- | ------------------------------------------------------------------------------------ | ----------------------------------------------------------- | ---------------------------------------------------- | ------------------------------------------------------------------------------------ |
| Vodní pila (Q38490273) | \| \| \| \| \| \|                                    | 21721/3-1802 Pam. katalog MIS                                                        | Penikov                                                     | u mlýna čp. 24 49°3′15,54″ s. š., 15°18′39,19″ v. d. | vodní pila s technologickým zařízením · Zapsáno do státního seznamu před rokem 1988. |
|                        | Kategorie „Vodní pila Penikov “ na Wikimedia Commons | Hledat fotografie a kategorie ve Wikimedia Commons podle rejstříkového čísla památky | Nahrát snímek k tomuto tématu do úložiště Wikimedia Commons |                                                      |                                                                                      |